# Ferran Capdevila i Argemí
Ferran Capdevila i Argemí (Bigues i Riells del Fai, 1943) és un escultor amb un estil marcat per l’experimentació constant amb materials i formes diverses, les seves obres són de petit i gran format. A través de l’art figuratiu busca que l’espectador reflexioni sobre fets del passat i la societat del moment. Per això la seva obra dona vida als personatges de la infantesa, als que van viure la guerra, als que formen part del seu entorn. Com a artista local, té escultures repartides pel seu poble natal i arreu del territori..

## Biografia
La seva infantesa transcorre en gran part entre Bigues, on el seu pare, fuster de professió, li ensenya l’ofici, i Granollers, on fa els seus estudis d'educació primària.
Es trasllada a Barcelona als 16 anys per aprendre joieria i, a finals dels anys seixanta, després de treballar en diferents tallers, n’obre un de propi, on dissenya i crea les seves peces.
A finals dels anys vuitanta s'introdueix en el món de l’escultura. De la joia —que s'ha de treballar amb materials finíssims, des de la delicadesa i la cura del pes i l’equilibri de les formes— anirà evolucionant fins a arribar a l’escultura de gran format.
La seva obra no prové de cap escola, sinó de l’exploració constant de les formes, del coneixement directe dels materials, de l’observació de l’home i l’entorn… d’una sensibilitat artística innata.
Capdevila considera que «l’artista ha d’innovar i experimentar», fet que comporta una recerca i una lluita constants, aspectes que el caracteritzen al llarg de la seva carrera com a artista.
D’aquest esperit inquiet i innovador n’han anat sortint les diferents col·leccions exposades en galeries i escultures de gran format, repartides pel municipi de Bigues i Riells del Fai i arreu del territori.

## Trajectòria artística
Ferran Capdevila s'introdueix en el món de l’escultura a finals dels anys vuitanta, a partir del coneixement que li proporciona el seu ofici de joier. Comença a treballar amb fang fent figures conegudes i objectes casolans; després passa al bronze i materials de pedra diversos i més tard descobreix el ferro amb tota la seva amplitud. Treballar amb ferro, pesant, rebel i dur, és un repte que l’entusiasma, i lluita per dominar-lo, per dibuixar en l’aire motius que aguantin el pas dels anys.
En aquesta primera etapa, el seu interès se centra en els paisatges i monuments de l’ entorn: serà Granollers i els seus edificis més emblemàtics que motivaran el seu treball, recreant-los en plata i bronze.
Entre els anys 1995 i la dècada del 2000 comença a treballar en planxes de ferro, que doblega i poleix rematant-ne les superfícies amb àcids i vernissos.
Un apartat important d’aquesta etapa és la rellotgeria. Després d’una recerca minuciosa crea rellotges de sol, aigua i de contrapès, de proporcions importants, aptes per a la vida d’intempèrie, en els quals s'uneix la precisió i detall de la joieria amb la duresa del ferro i la seva rebel·lia.
El seu interès per innovar i experimentar amb diferents materials el porta a treballar amb fragments de granit, còdols de riu i llambordes, materials humils dels quals sap extreure i expressar la bellesa, la força i autenticitat que porten a dins. D’aquest treball en surt l’exposició que fa a la fonca Mas Solers (Sant Pere de Ribes) l’abril de 2001.
El 2007 elabora el  conjunt escultòric «Personatges del meu record», en què recrea personatges d’un temps que ell va viure: les acaballes d’un món rural i de postguerra que exposa a la Fundació Bigues i Riells. Encara que totes les peces formen una col·lecció en què es combina la duresa del ferro amb formes entenedores i plenes de vida i moviment, cada peça és autònoma i té un sentit. És un homenatge veritable a la història d’un poble, al paisatge humà de la infantesa de l’artista: el segador, la mestressa de casa, el moliner.
El 2008 rep el 1r premi del concurs d’escultura urbana de Torrelavit amb l’escultura  Homenatge al raïm, una exaltació de la vinya protagonitzada per una noia que, amb la seva postura arrelada a la terra, fa d’intermediària entre el sòl i els seus fruits.
2018 exposa al centre cívic de Bigues i al Reial Cercle artístic de Barcelona una col·lecció anomenada «La Guerra», una trentena d’escultures fetes des de la dècada dels noranta i creades amb restes de metralla trobades a la Serra del Montsec i a la Conca de Tremp. Es tracta d’un retrat punyent i profundament humanista de les persones que hi van lluitar, les que hi van morir i les que en van haver de fugir. El seu objectiu és transformar la metralla en símbol de pau i memòria, per no caure en l’oblit. La quinta del biberó, els refugiats o les milicianes són algunes de les escenes que conformen la col·lecció.
Arran de la situació politicosocial que es va viure el 2017, Capdevila elabora, en fusta de roure, la seva col·lecció «Pressions», a través de la qual intenta plasmar la tensió social viscuda pels fets de l’1 d’octubre. La mostra l’exposa al centre cívic de Bigues i està formada per 10 peces, cada una de les quals sorgeix de la inspiració de la natura mateixa, buscant expressar la pressió d’una societat que se sent acorralada per totes bandes. Votarem o Manifestació en són algunes de les escultures destacades.
El 2019 forma part del jurat del premi d'escultura Manel Batlle de Granollers
Continua treballant, modelant i esculpint en fusta. Una de les peces a destacar és el seu treball en un tronc d’arbre de 12 metres on reflecteix diferents oficis i eines que evoquen el passat.

## Obra de gran format
Homenatge als voluntaris. Escultura feta de ferro, situada a la rotonda de l’entrada del poble de Bigues, en homenatge a tots el voluntaris que van participar en les tasques d'extinció dels incendis de l'any 1994 i a la neteja dels desperfectes ocasionats per la riuada del mateix any.
La família i el temps. Creada el 2001, situada a la urbanització de Can Barri de Bigues, és una escultura de grans dimensions, formada per 3 cilindres de ferro col·locats verticalment. Les 3 escultures reposen sobre tres engranatges, que les fan girar sobre si mateixes, recreant els diferents moments que pot viure una relació de parella i la comunicació existent o no amb els fills.
Talladors. Escultura de pedra granítica i ferro, ubicada a la rotonda de la urbanització Can Granada (Bigues). És un homenatge a la feina dels talladors d'arbres, a la qual es van dedicar antigament moltes persones del poble.
Rellotge d’aigua. Obra de gran complexitat, ubicada al Restaurant de Can Traver (Bigues).
L’Hereu de Viaplana. Ubicada a la plaça Viaplana (Riells del Fai); obra del 2005 dedicada a l'hereu de Viaplana i a la llegenda de la dona d’aigua.
L'Arribada. Situada a l'ermita de Sant Bartomeu de Mont-ras o de les Vespes (Bigues i Riells del Fai) escultura en ferro i decorada amb pedra de la zona.
A la Llevantada. Escultura de ferro de 12 metres d’alçada i 7 tones de pes situada al parc del riu Ripoll, a Ripollet. L'escultura representa els nivells de l'aigua, la seva força, els vendavals i les inclemències del temps. La forma d'arc simbolitza la mà estesa cap al poble de Ripollet. Rendeix homenatge a l’esperit de superació dels habitants del poble després de la riuada de 1962.

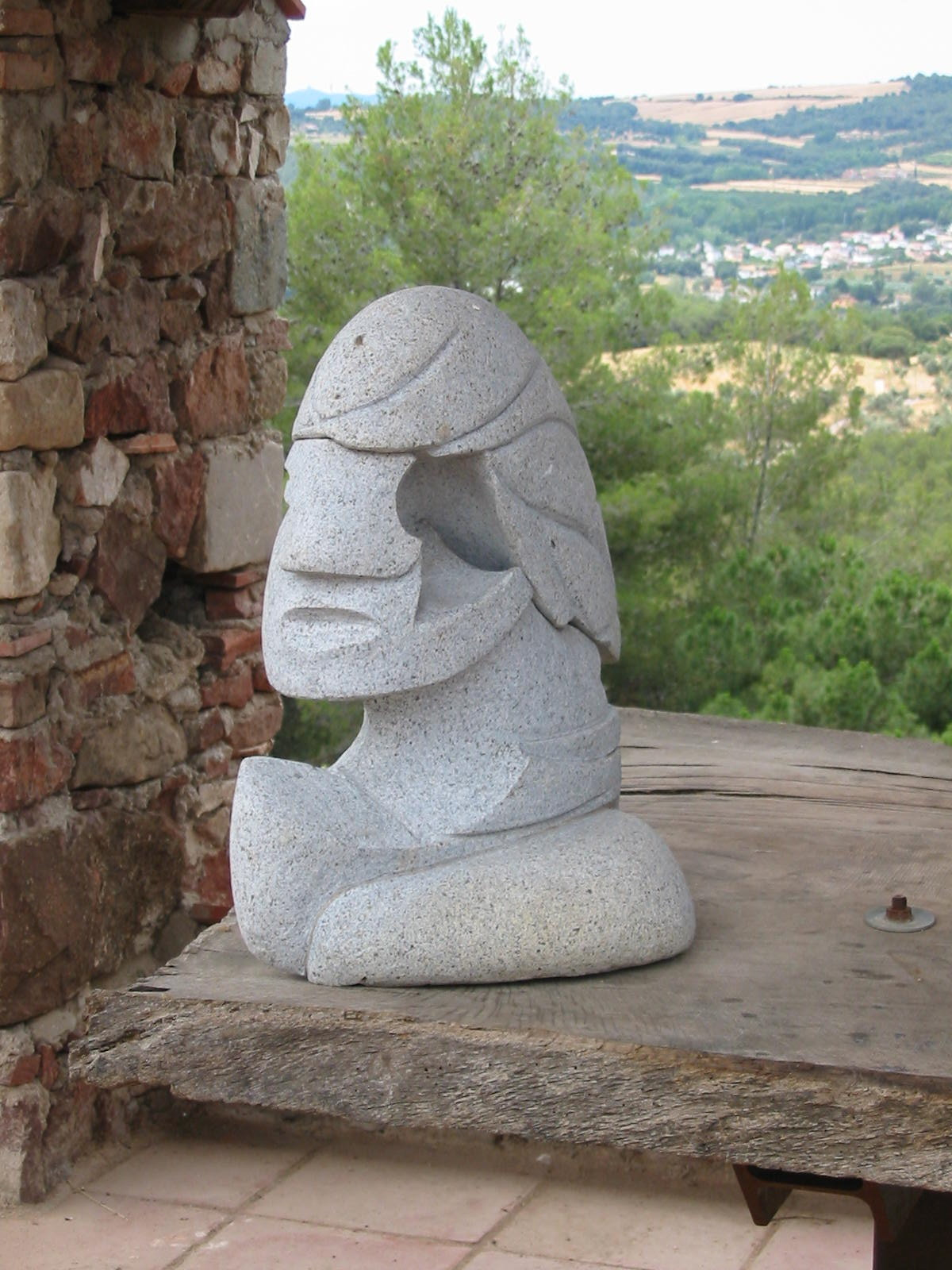
Guerrer